# Незабудка подражающая
Незабу́дка подража́ющая (лат. Myosōtis imitāta)  — вид рода Незабудка (Myosotis) семейства Бурачниковые (Boraginaceae). По данным The Plant List на 2013 год, название Myosotis imitata является синонимом действительного названия Myosotis alpestris F.W.Schmidt.

## Ботаническое описание
Многолетнее травянистое растение высотой 20-30 см, растущее в виде рыхлых дерновин. Корневище толстое, укороченное, черно-бурое. Стебли опушенные, прямые. Прикорневые листья нескученные, продолговато-эллиптические. Стеблевые листья продолговатые. Цветки голубые. Плод  — коробочка.
Произрастает в лесах и на лесных лугах.

## Ареал
Средняя Азия, Монголия, Китай. В России распространена повсеместно.